# Loboparadisea sericea
Loboparadisea sericea là một loài chim trong họ Cnemophilidae.